# Nationalmuseum Chumphon

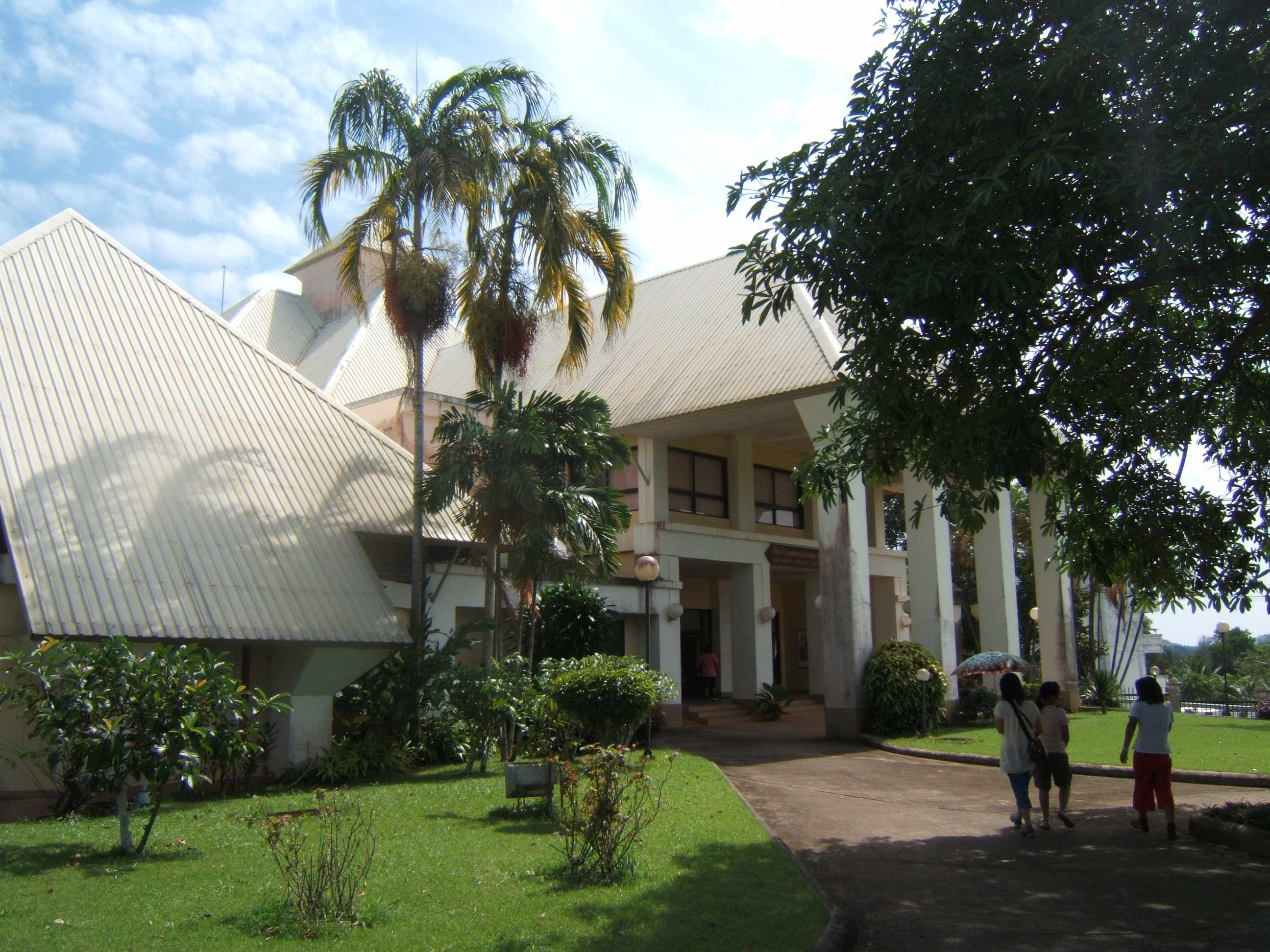
Nationalmuseum Chumphon

Das Nationalmuseum Chumphon (thailändisch พิพิธภัณฑสถานแห่งชาติ ชุมพร) gehört zu den mehr als 30 Nationalmuseen in Thailand.

## Lage
Das Nationalmuseum liegt etwas außerhalb der Stadt Chumphon am Weg nach Thung Wua Laen auf einem eingezäunten Gelände gemeinsam mit der Provinz-Organisation.
Es handelt sich um ein zweistöckiges Gebäude. Im 1. Stock befinden sich die Bibliothek und Serviceeinrichtungen. Das 2. Stockwerk beherbergt die eigentlichen Ausstellungsräume.

## Ausstellung
Die Ausstellung umfasst neben Artefakten aus der jahrtausendealten Siedlungsgeschichte der Gegend, Photographien und Modellbauten auch eine multimediale Darstellung der Ereignisse während des zerstörerischen Taifuns Gay, der im November 1989 die Provinz Chumphon heimsuchte. Auch über den japanischen Zugriff auf Thailand während des Zweiten Weltkriegs (1942), der von Chumphon ausging, wird ausführlich berichtet.

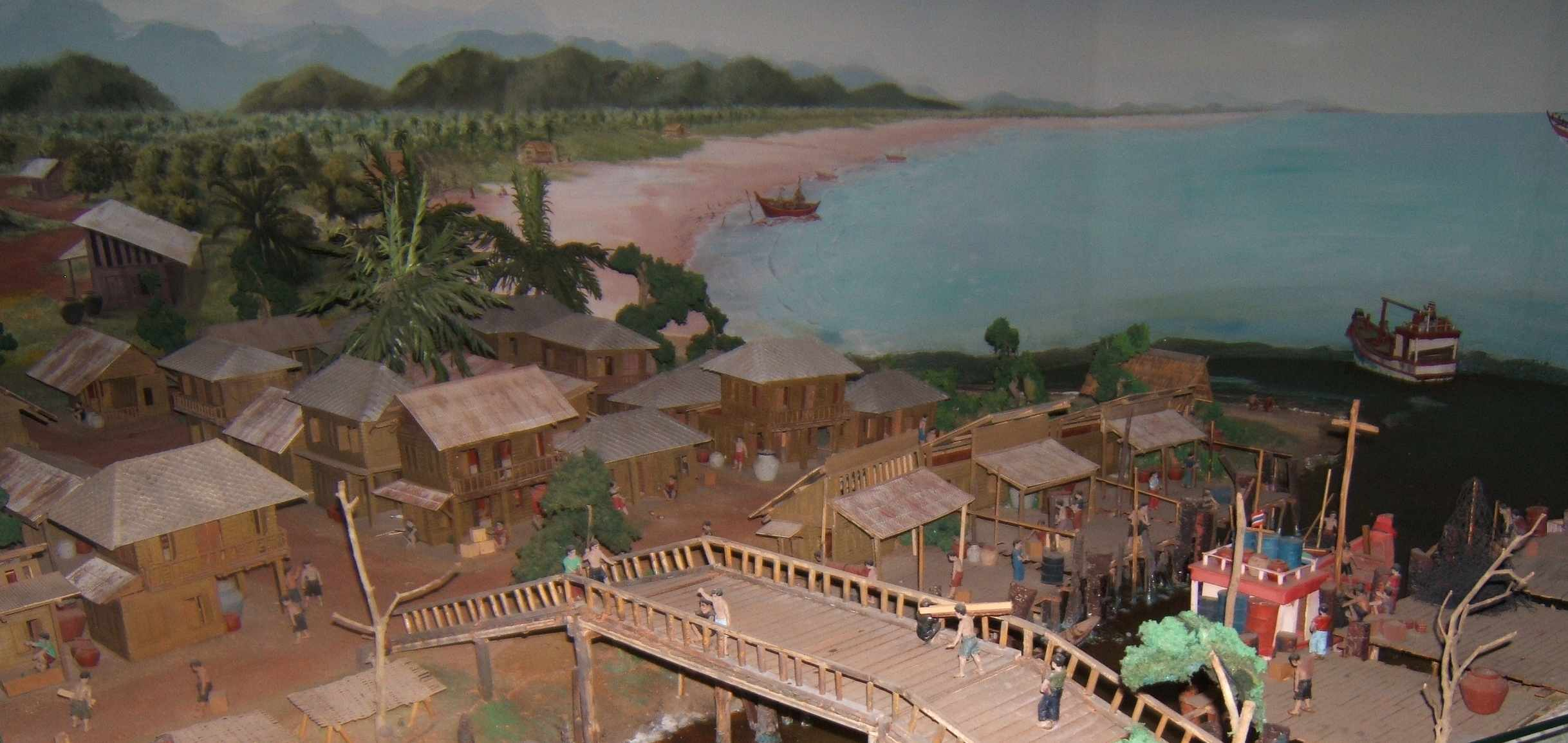
Modell der Stadt Chumphon zu Beginn des 20. Jahrhunderts

In einem Ausstellungsraum im 2. Stockwerk sind Gemälde des thailändischen Königs Bhumibol Adulyadej (Rama IX.) ausgestellt, die neben einem Akt hauptsächlich Porträts von Königin Sirikit darstellen.

## Geschichte
Der Bau des Nationalmuseums wurde 1994 auf Initiative des seinerzeitigen Gouverneurs der Provinz, Prayun Phromphan, in Angriff genommen, um die wichtigsten Objekte aus der Geschichte der Provinz der Öffentlichkeit zugänglich zu machen. Bereits 1995 wurde das Gebäude auf dem sieben Rai großen Gelände fertiggestellt.
Koordinaten: 10° 31′ 8″ N, 99° 11′ 17,9″ O